# Kamil Piroš
Kamil Piroš (* 20. November 1978 in Most, Tschechoslowakei) ist ein ehemaliger tschechischer Eishockeyspieler. In der National Hockey League absolvierte er insgesamt 42 Spiele für die Atlanta Thrashers und die Florida Panthers. Darüber hinaus spielte er für die Kölner Haie (DEL), Chimik Moskowskaja Oblast, Neftechimik Nischnekamsk (beide Superliga), HV71 (Elitserien) und den HC Verva Litvínov in der tschechischen Extraliga.

## Karriere
Kamil Piroš begann seine Karriere in der Jugendabteilung des SK HC Baník Most, dem in seiner Heimatstadt ansässigen Zweitligisten. Ab der Spielzeit 1993/94 spielte der Center in der jeweils höchsten tschechischen Jugend- und Juniorenliga für den HC Chemopetrol Litvínov, für dessen Erste Mannschaft er von 1996 bis 2001 in der Extraliga aktiv war. Zur Saison 2001/02 wechselte Piroš, der beim NHL Entry Draft 1997 von den Buffalo Sabres ausgewählt worden war, nach Nordamerika. Da die Sabres die Rechte an ihm bereits wieder verloren hatten, schloss sich der Linksschütze den Atlanta Thrashers an. Jedoch bestritt der Tscheche in den folgenden drei Spielzeiten nur 25 Spiele in der NHL und verbrachte die meiste Zeit im Farmteam der Thrashers, den Chicago Wolves in der AHL. Dort gelang ihm 2002 – gemeinsam mit seinem aktuellen Kölner Teamkollegen Bryan Adams – sein bislang einziger Titelgewinn, als er mit den Wolves die Bridgeport Sound Tigers im Finale um den Calder Cup (Meisterpokal der AHL) mit 4:1 besiegen konnte.
Auch nach seinem Wechsel zu den Florida Panthers im Tausch für Kyle Rossiter während der Saison 2003/04 konnte sich Piroš nicht in der NHL durchsetzen und wechselte deshalb 2004 in die russische Superliga, wo er jeweils eine Saison für Chimik Moskowskaja Oblast und Neftechimik Nischnekamsk auf dem Eis stand. Während der Spielzeit 2006/07 war er für den EV Zug in der Schweizer Nationalliga A aktiv. Im Sommer 2007 unterzeichnete Piroš einen Zwei-Jahres-Vertrag bei den Kölner Haien aus der DEL. Im Januar 2009 erhielt er aufgrund finanzieller Probleme der Haie die Freigabe und wechselte zum HV71 Jönköping nach Schweden. Im Juni 2009 wurde er von den Ässät Pori verpflichtet. Nach 22 Spielen für die Ässät in der SM-liiga wechselte Piroš im November 2009 zurück in die Elitserien zum Timrå IK. Zur Saison 2010/11 kehrte er zu HV 71 Jönköping zurück.
Ab Sommer 2012 spielte Piroš in der Kontinentalen Hockey-Liga für Awtomobilist Jekaterinburg, ehe er im November des gleichen Jahres aus seinem Vertrag entlassen wurde. Wenige Tage später wurde er von seinem Heimatverein verpflichtet und gewann mit dem HC Verva Litvínov im April 2015 den tschechischen Meistertitel. Nach einer weiteren Spielzeit in Litvínov beendete er 2016 seine Karriere.

## Erfolge und Auszeichnungen
- 2002 Calder-Cup-Gewinn mit den Chicago Wolves
- 2009 Schwedischer Vizemeister mit HV71 Jönköping
- 2015 Tschechischer Meister mit dem HC Verva Litvínov

## Karrierestatistik
(Legende zur Spielerstatistik: Sp oder GP = absolvierte Spiele; T oder G = erzielte Tore; V oder A = erzielte Assists; Pkt oder Pts = erzielte Scorerpunkte; SM oder PIM = erhaltene Strafminuten; +/− = Plus/Minus-Bilanz; PP = erzielte Überzahltore; SH = erzielte Unterzahltore; GW = erzielte Siegtore; 1 Play-downs/Relegation; Kursiv: Statistik nicht vollständig)